# رونالد س. فيليبس
رونالد س. فيليبس (بالإنجليزية: Ronald C. Phillips)‏ هو عالم نبات أمريكي، ولد في 4 يونيو 1932 في كاربوندال في الولايات المتحدة، وتوفي في 1 نوفمبر 2005 في سيفاستوبول في أوكرانيا.